# 喂，搵邊位？
《喂，搵邊位？》，是1994年上映的一部香港恐怖鬼片，由陸劍明執導，曾光展監製，劉青雲、李婉華、何家駒、譚筠怡主演。

## 演員表
| 演員   | 角色 |
| 劉青雲 | 馬輝 因調查電話騷擾事件而間接令當時正被強姦的阿May被黃炳等犯人壓制窒息死亡                                                        |
| 李婉華 | 阿May Big波小姐 妓女，常被黃炳光顧 住在馬輝樓下 因拒絕黃炳調戲而被意外姦殺 死前曾企圖向馬輝求救，但被黃炳等犯人壓制，因而窒息死亡 |
| 譚筠怡 | Kitty 警花 馬輝暗戀對象，亦對馬輝有好感                                                                                           |
| 羅蘭   | 阿May之母 患上了老年痴呆症 |
| 胡大為 | 警察 |
| 何家駒 | 黃炳 金魚炳、飛機陳(妓女們稱) 地下電訊線路維修員 電話騷擾事件犯人 意外姦殺阿May 被阿May鬼魂殺死                                   |
| 鬼塚   | 阿鬼 地下電訊線路維修員 電話騷擾事件犯人 意外姦殺阿May 被阿May鬼魂以電話線纏頸殺死                                                |
| 夏占士 | 阿良 地下電訊線路維修員 電話騷擾事件犯人 意外姦殺阿May 被阿May鬼魂以電話線糾纏殺死                                                |
| 陳龍   | 老表 地下電訊線路維修員 電話騷擾事件犯人 意外姦殺阿May 被阿May鬼魂以電話線糾纏殺死                                                |
| 爾冬陞 | 馬輝上司 |
| 葉天行 | 寺廟法師 |
| 陳雅倫 | 被電話騷擾的受害人 |
| 陸劍明 | 被電話騷擾的受害人 |
| 梁思敏 | 被電話騷擾的受害人 |
| 陳德森 | |
| 陳望華 | 醫生 |
| 許蓓   | 阿鬼情婦 |
| 程守一 | 強哥 拉皮條 |
| 羅君左 | 長春藥房娘娘腔店員 |
| 石少麟 | |
| 李偉詩 | |
| 陳惠玲 | |
| 良辰   | |

## 電影取景
- 北帝廟
- 陸軍醫院